# Mariusz Tomaszewski
Mariusz Tomaszewski (ur. 23 kwietnia 1956 w Poznaniu) – polski lekkoatleta, specjalista rzutu młotem, pięciokrotny mistrz Polski.

## Kariera
Był czołowym polskim młociarzem w latach 80. Startował na mistrzostwach Europy w 1982 w Atenach, gdzie zajął 10. miejsce. Na mistrzostwach świata w 1983 w Helsinkach odpadł w eliminacjach. Zajął 5. miejsce w finale Pucharu Europy w 1981 w Zagrzebiu oraz 6. miejsce w finale Pucharu Europy w 1985 w Moskwie. Podczas zawodów Przyjaźń-84 w Moskwie zajął 7. miejsce.
Zdobył mistrzostwo Polski w 1981, 1984, 1985, 1987 i 1988, wicemistrzostwo w 1982 i 1983 oraz brązowy medal w 1980. Był zawodnikiem klubów: AZS Poznań (do 1978 i 1981-1986), Górnik Zabrze (1979-1980) i Hutnik Kraków (1987-1988).

## Rekordy życiowe
Rekord życiowy Tomaszewskiego wynosi 79,46 m (1 lipca 1984 w Zabrzu) – 7. wynik w historii polskiej lekkoatletyki. Na tych samych zawodach, w dodatkowej 7. próbie zawodnik ten uzyskał odległość 81,04 m (wynik ten nie jest uznawany za oficjalny).